# Арешидзе, Лиана Георгиевна
Арешидзе Лиана Георгиевна (р. 6 ноября 1953 г., Тбилиси) — советский российский филолог и историк-востоковед, японист, кандидат филологических наук, доктор исторических наук, профессор кафедры Истории и культуры Японии Института стран Азии и Африки МГУ, директор Японского лингвистического центра в Москве.

## Биография
Арешидзе Лиана Георгиевна родилась 6 ноября 1953 года в Тбилиси. В 1971 году поступила на историческое отделение Института стран Азии и Африки МГУ. После окончания университета в 1976 году училась в аспирантуре Института востоковедения АН СССР.
В 1986—1992 годах была научным сотрудником Всероссийской государственной библиотеки иностранной литературы.
В 1988 году в ИВ РАН была защищена кандидатская диссертация «Иностранные заимствования „гайрайго“ в лексике японского языка». В 1992—1996 годах была доцентом государственного университета Окаяма (Япония). С 1996 года преподает в Институте стран Азии и Африки МГУ.
В 2010 году в Российском Университете Дружбы Народов была защищена докторская диссертация «Эволюция системы международных отношений в Северо-Восточной Азии в 1990 — н. XXI в.: соперничество США, Китая и Японии за влияние в регионе».
В 1997—2015 годах ежегодно стажировалась в Институте иностранных языков Окаяма.
Разработаны лекционные курсы «Новейшая история Японии», «Идеология японского национализма», «Актуальные проблемы современной Японии», «История древней и средневековой Японии», «Политическая система Японии» (на яп. яз.), «Актуальные проблемы современной Японии» (на яп. яз.).
Член международной европейской ассоциации японоведов.
Является директором Японского лингвистического центра в Москве.

## Научная деятельность
В сферу научных интересов входят история, политика, культура современной Японии.
В 2000-е годы активно изучаются современные международные отношения в северо-азиатском регионе. Этой проблематике посвящена докторская диссертация, в которой автор выносит на обсуждение проблему динамичности, лабильности системы международных отношений в регионе, вопросы нарастающего китайского и американского соперничества после окончания «холодной войны» из-за несовпадения национальных интересов как причины разбалансированности системы. Автор отмечает, что японская внешняя политика в начале ХХI в. была направлена на укрепление военной составляющей, активизация японо-американского стратегического партнерства не способствовала стабильности в регионе. Роль России после «холодной войны» более скромна, чем роль СССР. По мнению исследователя, Россия вынуждена будет либо стать государством «третьего мира», либо восстановить статус глобальной державы.
Параллельно исследуется тематика, связанная с японским этикетом и системой межличностных отношений в японском обществе. Этим проблема посвящены монографии «Современный японский этикет: разнообразие в гармонии» (2013) и «Воспитание по-японски: 63 правила японских мам» (2014). В последней работе автор предпринимает попытку проследить как на формирование личности влияют особенности японского воспитания. Книга также имеет прикладное значение.

## Основные работы
- К вопросу об ассимиляции европейских заимствований в современном японском языке // Языки Азии и Африки. М., 1985. С. 13-21.
- Япония 90-х: пессимизм на фоне процветания // Проблемы Дальнего Востока. М., 1991. № 3.
- Япония: концепция национальной безопасности // Азия и Африка сегодня. 1999. № 3. С. 26-32. (соавт. Крупянко М. И.)
- Старые и новые факты о «Курильской проблеме» в российско-японских отношениях // Восток. Афро-азиатские общества: история и современность. 2002. № 5. С. 1-15. (соавт. Крупянко М. И.)
- Язык — индикатор отношений // Стратегия России. 2008. № 5. С. 32-34.
- США и Восточная Азия: борьба за новый порядок. М.: Международные отношения, 2010.
- Японский национализм: идеология и политика. М.: Международные отношения, 2010.
- Подъем государственного национализма в современной Японии: Влияние на состояние японско-российских отношений // Конфликты и конфликтные зоны в Азии и Северной Африке в начале ХХI в. М., 2011. С. 369—383.
- Современный японский этикет: разнообразие в гармонии. М.: Международные отношения, 2013.
- Воспитание по-японски: 63 правила японских мам. М.: Международные отношения, 2014.
- Экономия по-японски: искусство правильно тратить деньги. М.: Международные отношения, 2015.
- СССР на Сан-Францискской мирной конференции 1951 г.: поучительные уроки национальной истории // Великая победа. В 28 т. Т. 8. Расплата / под ред. С. Е. Нарышкина, А. В. Торкунова. М.: Издательство МГИМО-Университет, 2011. С. 131—144.
- Территориальные претензии Японии к России как предлог в борьбе за природные ресурсы // Ось мировой политики XXI в.: обострение борьбы за ресурсы в Азии и Африке. М., 2013. С. 24-56.
- Японская система формирования личности «Икудзи»: секреты воспитания подрастающего поколения // Восточный курьер. 2019. № 12. С. 88-96. (соавт. Крупянко М. И.)[4]